# Tropaeolum

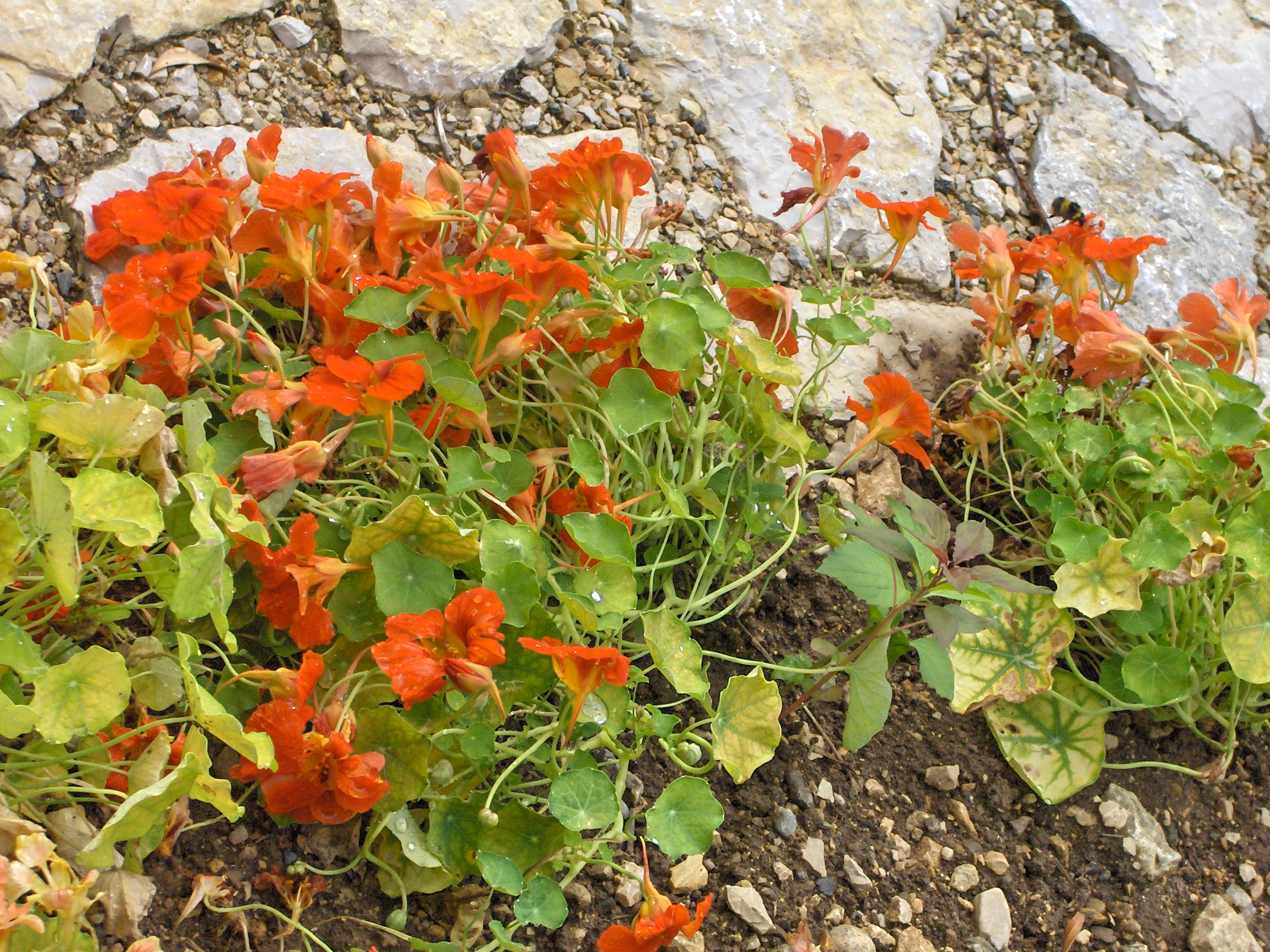
Tropaeolum majus.

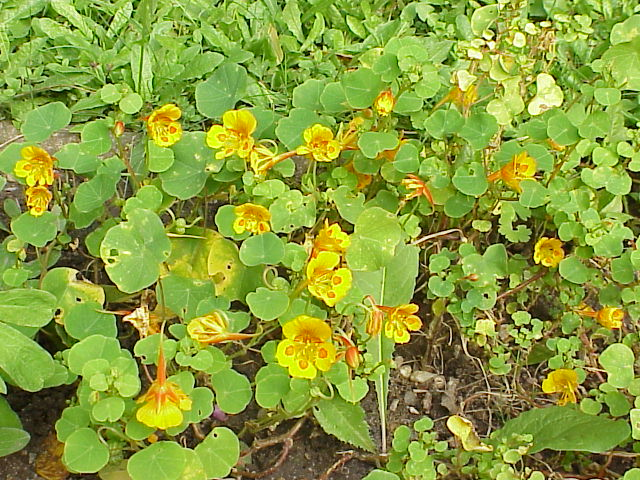
Tropaeolum minus.

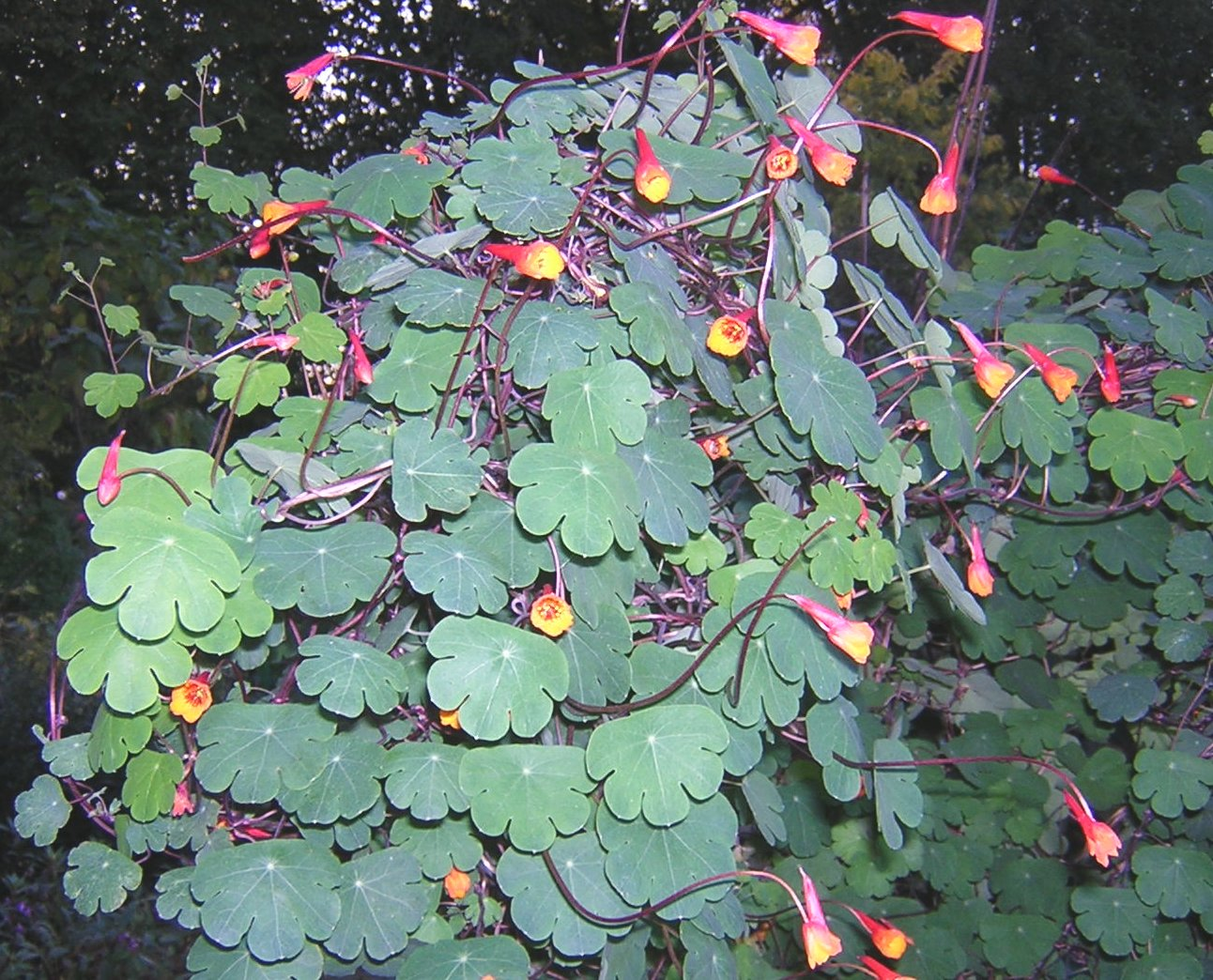
Tropaeolum tuberosum.

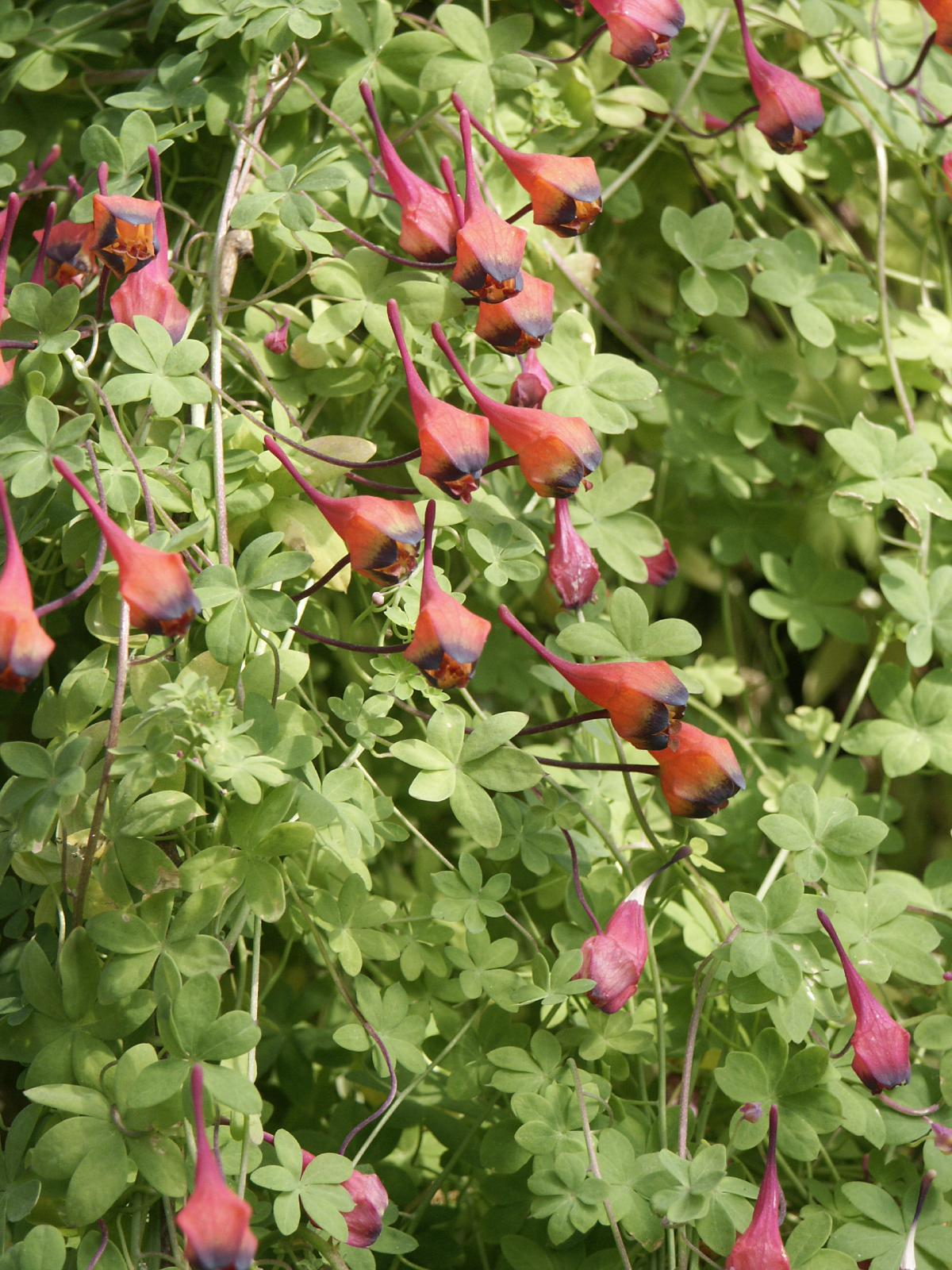
Tropaeolum tricolor.

Tropaeolum L., é um género botânico pertencente à família Tropaeolaceae, que inclui cerca de uma centena de espécies, entre as quais diversas utilizadas como planta ornamental e como planta medicinal. Também conhecidas como Chagas. Algumas espécies estão naturalizadas em diversas regiões subtropicais e temperadas quentes, sendo em alguns casos consideradas espécies invasoras.

## Descrição e ecologia
Tropaeolum é um género que agrupa cerca de 80 espécies herbáceas de plantas com flor, dicotiledóneas, na sua maioria plantas anuais, embora por vezes possam ser perenes.
Os membros do género Tropaeolum apresentam com frequência caules ligeiramente suculentos e por vezes raízes tuberosas. As folhas são peltadas, de filotaxia alternada, glabras e inteiras ou palmatilobadas. Os 8 pecílolos são longos e em muitas espécies capazes de se enrolar em torno de caules ou outros objectos para ganhar suporte. As flores, bissexuais e chamativas, ocorrem isoladamente em longos pecíolos de inserção axilar. Os cálices apresentam cinco sépalas, a superior alongada de forma a formar um esporão nectarífero. As cinco pétalas são recurvas, com as três inferiores diferentes das duas superiores. Os oito estames repartem-se por dois grupos de comprimento desigual e o ovário súpero tem três segmentos e três estigmas num único estilete. O fruto é nu e nutiforme, com três segmentos simples com sementes.
O género foi descrito por Carl Linnaeus na obra Species Plantarum, sendo na actual circunscrição taxonómica considerado o único género válido da família Tropaeolaceae.
O género Tropaeolum, que inclui as espécies conhecidas pelos nomes vulgares capuchinas e bicos-de-papagaio, agrupa herbáceas, anuais e perenes, sendo um dos três géneros da família Tropaeolaceae, com distribuição natural na América do Sul e na América Central. O género inclui várias espécies populares em jardinagem, entre as quais Tropaeolum speciosum, Tropaeolum majus e Tropaeolum peregrinum. A espécie mais robusta é Tropaeolum polyphyllum, do Chile, espécie cujas raízes perenes podem sobreviver no solo durante os invernos e altitudes superiores a 3 300 metros, onde as temperaturas são por vezes inferiores a -15 °C.
Na sua actual circunscrição taxonómica o género inclui 260 espécies descritas, das quais apenas cerca de 88 são consideradas aceites.
As espécies do género Tropaeolum apresentam flores chamativas, frequentemente com coloração brilhante e intensa. As folhas são peltadas (em forma de escudo), com o pecíolo no centro. As flores são bissexuais e zigomórficas, com cinco pétalas, com ovário súpero, com três carpelos e com um esporão floral em forma de funil protuberante na parte posterior da flor, com funções de acumulação de néctar, formado pela modificação de uma das cinco sépalas.
As flores são comestíveis, sendo utilizadas em saladas exóticas, conferindo um gosto similar ao Nasturtium officinale (agrião). As sementes imaturas conservadas em vinagre são utilizadas como substituto das alcaparras. A espécie Tropaeolum tuberosum produz tubérculos subterrâneos comestíveis, utilizados como alimento em diversas regiões dos Andes.
Diversas espécies de Tropaeolum são utilizadas como alimento pelas larvas de algumas espécies de Lepidoptera.

## Taxonomia
O género foi descrito por Carolus Linnaeus e publicado em Species Plantarum 1: 345. 1753, tendo como espécie tipo Tropaeolum majus.
A etimologia do nome genérico Tropaeolum deriva do grego tropaion e do latim tropaeum, vocábulos que significam "troféu", dada a forma de crescimento da planta, sobre um soporte, recordando um troféu clássico com escudos e capacetes de ouro que se dependuravam nos campos de batalha como sinal de vitória.
Tropaeolum esteve durante algumas décadas incluído na família Tropaeolaceae em conjunto com dois outros géneros morfologicamente similares, Magallana e Trophaeastrum. O género monotípico Magallana era caracterizado por ter frutos alados e as duas espécies do género Trophaeastrum por não terem esporão floral. Por sua vez, o género Tropaeolum era diagnosticados apenas pela ausência das características diferenciadoras daqueles dois géneros. Um estudo de biologia molecular destes géneros conduzido no ano 2000 permitiu determinar que o género Tropaeolum era parafilético quando os outros dois géneros eram segregados, e em consequência Magallana e Trophaeastrum foram reduzidos as sinónimos taxonómicos de Tropaeolum. Tropaeolaceae ficou assim reduzida a uma família monogenérica, uma família cujo único género é Tropaeolum.

## Espécies
The Plant List, uma base de dados taxonómicos elaborada colaborativamente entre o Missouri Botanical Garden e o Royal Botanic Gardens, Kew inclui a seguinte lista de nomes válidos para espécies do género Tropaeolum (algumas estão em revisão, sendo assinaladas na lista por um "U"):
| - Tropaeolum adpressum - Tropaeolum albiflorum - U - Tropaeolum argentinum - Tropaeolum asplundii - Tropaeolum atrocapillare - Tropaeolum atrosanguineum - U - Tropaeolum azureum - Tropaeolum beuthii - Tropaeolum bicolor - Tropaeolum bogotense - U - Tropaeolum boliviense - U - Tropaeolum brachyceras - Tropaeolum brasiliense - Tropaeolum brideanum - Tropaeolum buchenavianum - U - Tropaeolum calcaratum - Tropaeolum calvum - Tropaeolum capillare - Tropaeolum carchense - Tropaeolum ciliatum - Tropaeolum cirrhipes - Tropaeolum cochabambae - Tropaeolum concavum - Tropaeolum concinneum - U - Tropaeolum canariense - Tropaeolum crenatiflorum - Tropaeolum cubio - U - Tropaeolum curvirostre - U - Tropaeolum cuspidatum - Tropaeolum dawei - U - Tropaeolum deckerianum - Tropaeolum denticualtum - U - Tropaeolum dicolorum - U - Tropaeolum dipetalum - Tropaeolum elzae - U - Tropaeolum emarginatum - Tropaeolum ferreyrae - Tropaeolum fintelmannii - Tropaeolum flavipilum - U - Tropaeolum garciae - U - Tropaeolum harlingii - Tropaeolum hayneanum - Tropaeolum hirsutum - U - Tropaeolum hirtifolium - U - Tropaeolum hjertingii - Tropaeolum hookerianum - U - Tropaeolum hughesae - U - Tropaeolum huigrense - Tropaeolum incisum - Tropaeolum integrifolium - U - Tropaeolum jarrattii - U | - Tropaeolum jilesii - Tropaeolum karstenii - U - Tropaeolum kerneisinum - Tropaeolum killipii - U - Tropaeolum kingii - Tropaeolum klotzschii - U - Tropaeolum kuntzeanum - Tropaeolum lasseri - Tropaeolum lehmannii - U - Tropaeolum leichtlinii - U - Tropaeolum leonis - Tropaeolum leptophyllum - Tropaeolum lindenii - U - Tropaeolum longiflorum - Tropaeolum longifolium - U - Tropaeolum looseri - Tropaeolum macrophyllum - U - Tropaeolum maculifolium - U - Tropaeolum magnificum - Tropaeolum majus - Tropaeolum marginatum - Tropaeolum menispermifolium - Tropaeolum mexiae - U - Tropaeolum meyeri - Tropaeolum minus - Tropaeolum moritzianum - Tropaeolum morreanum - U - Tropaeolum myriophyllum - Tropaeolum naudinii - U - Tropaeolum nuptae-jucundae - Tropaeolum orinocense - Tropaeolum orthoceras - U - Tropaeolum oxalidanthum - U - Tropaeolum papillosum - Tropaeolum parvifolium - U - Tropaeolum pellucidum - U - Tropaeolum peltophorum - Tropaeolum pendulum - Tropaeolum pentagonum - Tropaeolum pentaphyllum - Tropaeolum peregrinum - Tropaeolum polyphyllum - Tropaeolum popelari - U - Tropaeolum porifolium - Tropaeolum pubescens - Tropaeolum purpureum - Tropaeolum reichianum - U - Tropaeolum reineckeanum - U - Tropaeolum repandum - U - Tropaeolum rhizophorum - U - Tropaeolum rhomboideum | - Tropaeolum sanctae-catharinae - Tropaeolum scheuerianum - U - Tropaeolum schillingii - U - Tropaeolum schlimii - U - Tropaeolum seemannii - Tropaeolum sessilifolium - Tropaeolum smithii - Tropaeolum sparrei - U - Tropaeolum speciosum - Tropaeolum steyermarkianum - Tropaeolum stipulatum - Tropaeolum tenellum - U - Tropaeolum tenuirostre - U - Tropaeolum traceyae - U - Tropaeolum trialatum - Tropaeolum trialatum - Tropaeolum tricolor - Tropaeolum tricolori-brachyceras - U - Tropaeolum trilobum - Tropaeolum trilobum - Tropaeolum tuberosum - Tropaeolum umbellatum - Tropaeolum unilobatum - U - Tropaeolum wagnerianum - Tropaeolum warmingianum - Tropaeolum warscewiczii - U - Tropaeolum willinkii |  |

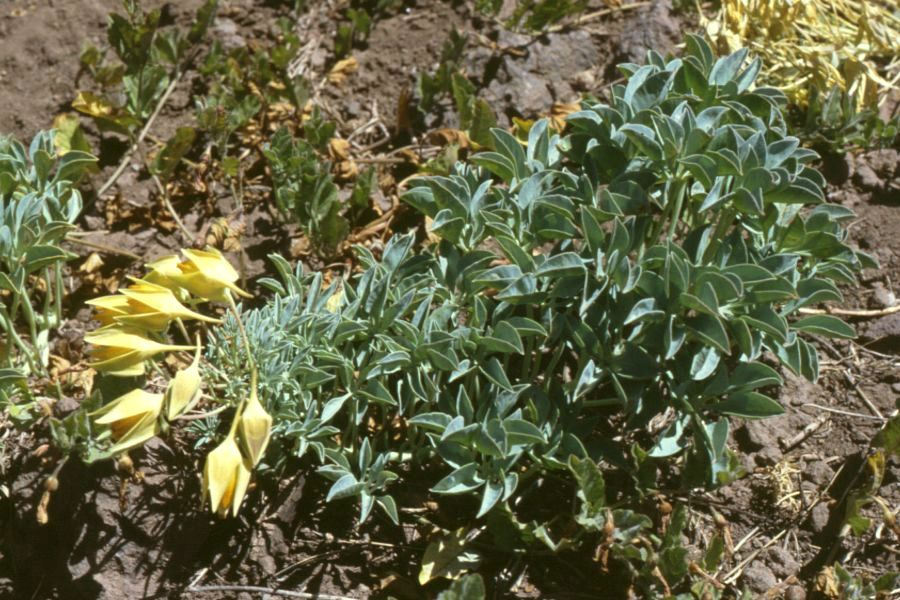
Tropaeolum polyphyllum.

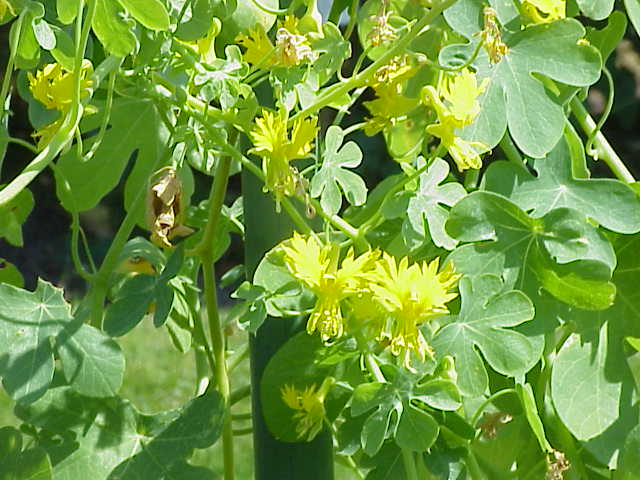
Tropaeolum peregrinum.

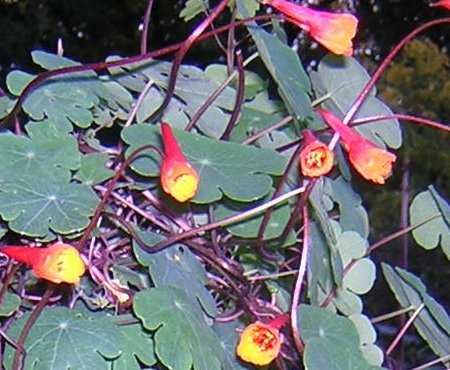
Tropaeolum tuberosum.

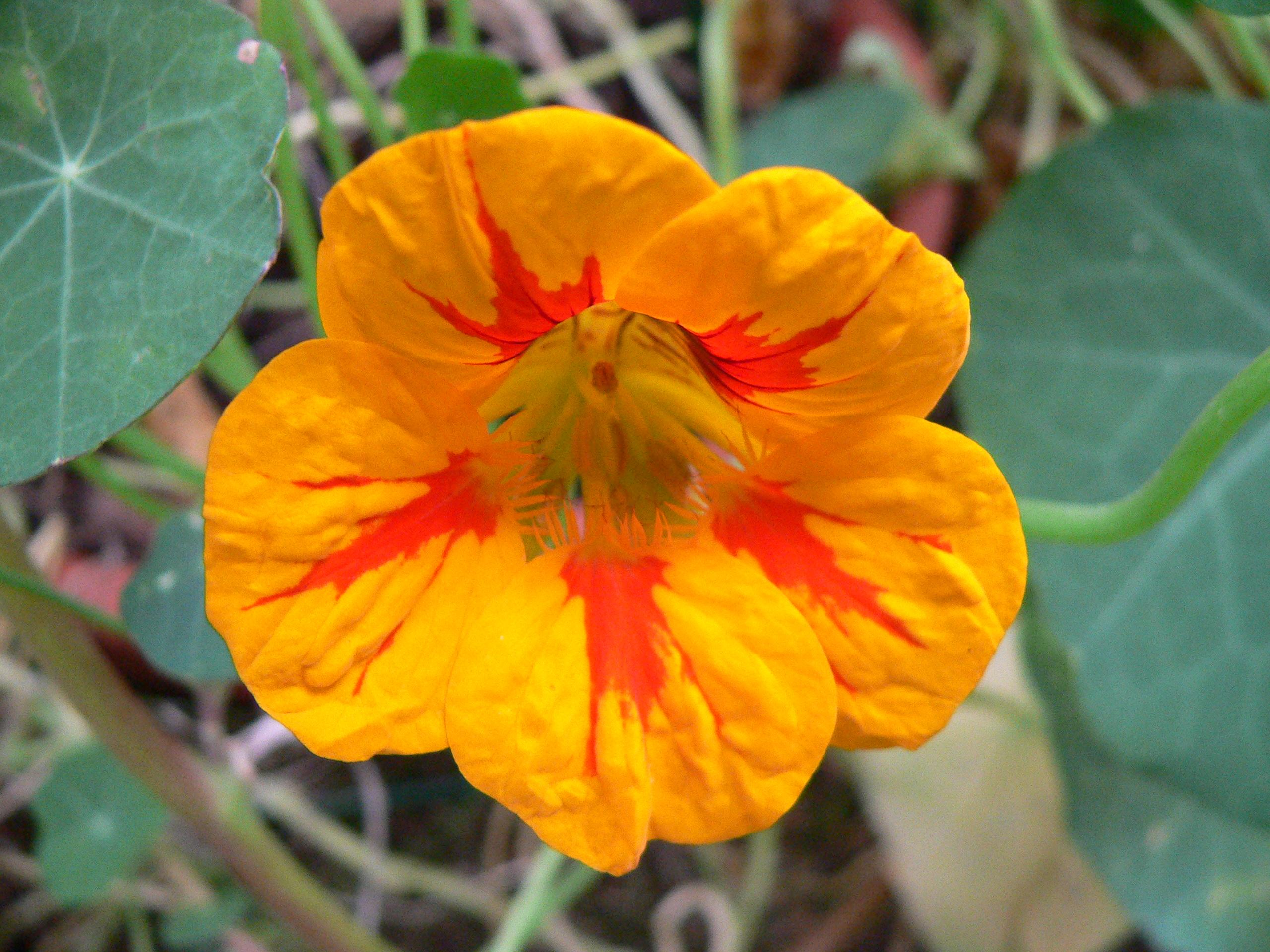
Tropaeolum majus.

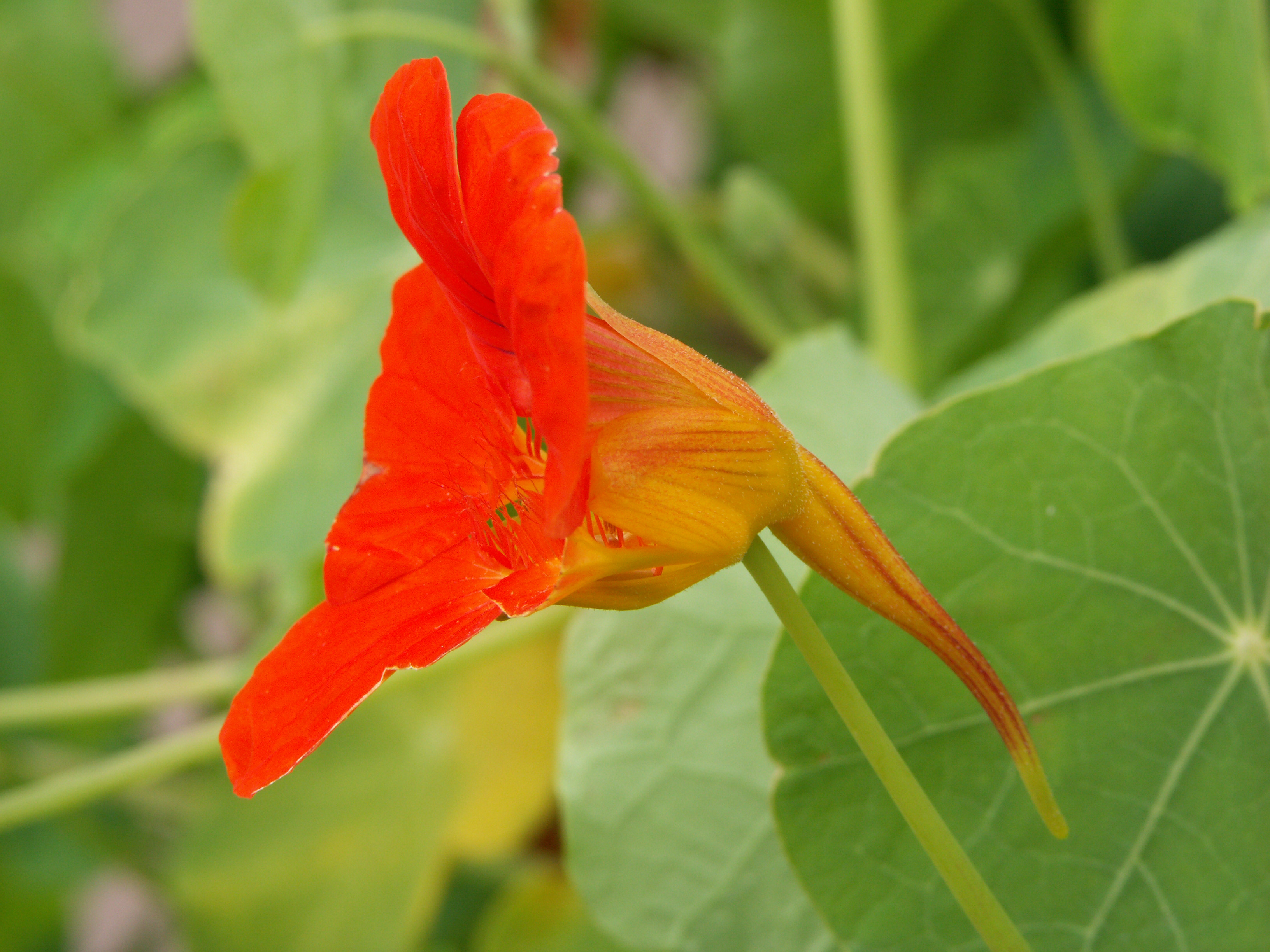
Tropaeolum majus.

## Classificação do lineana do género
| Sistema | Classificação                     | Referência               |
| ------- | --------------------------------- | ------------------------ |
| Linné   | Classe Octandria, ordem Monogynia | Species plantarum (1753) |

## Galeria

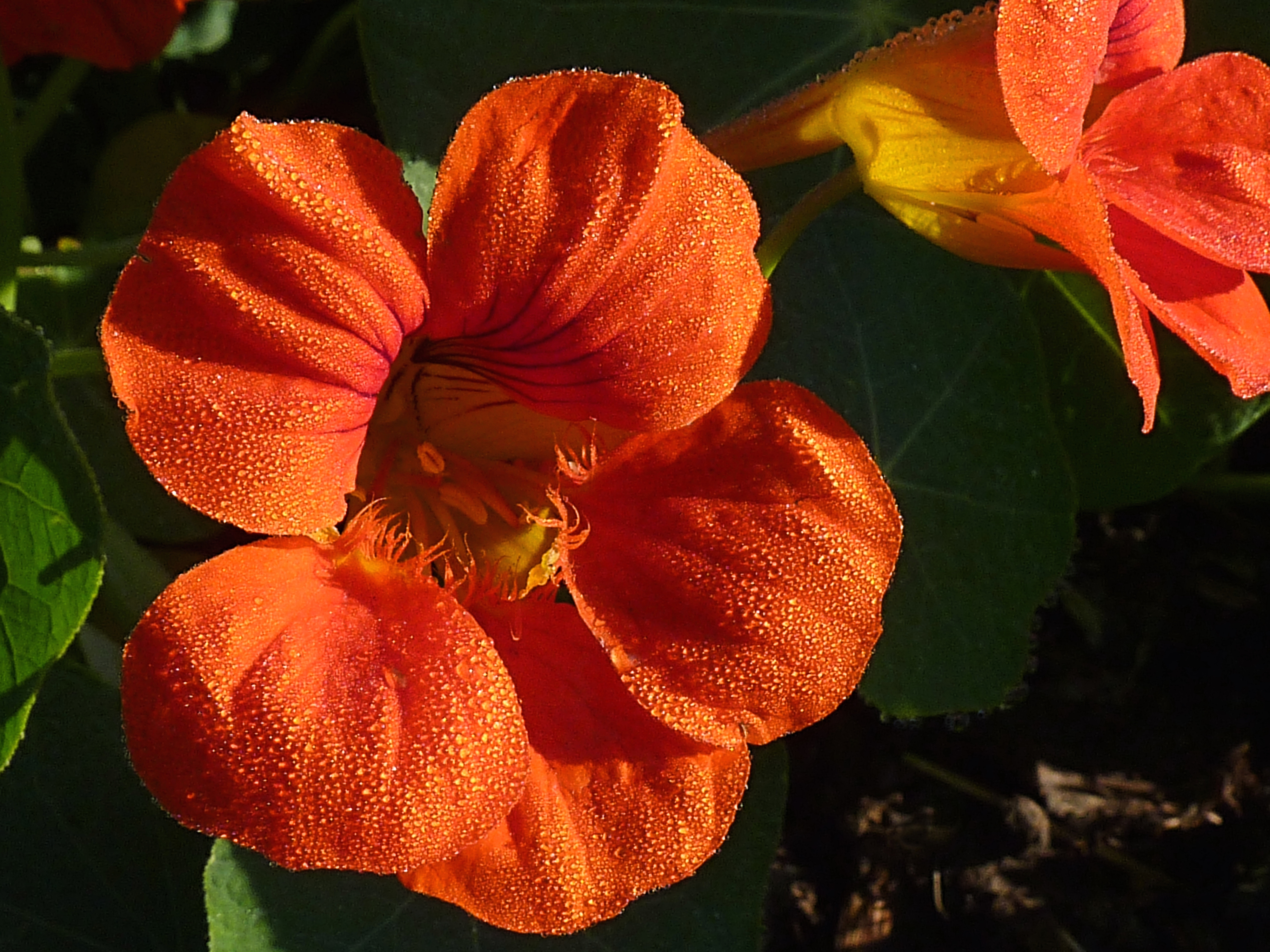
Tropaeolum majus
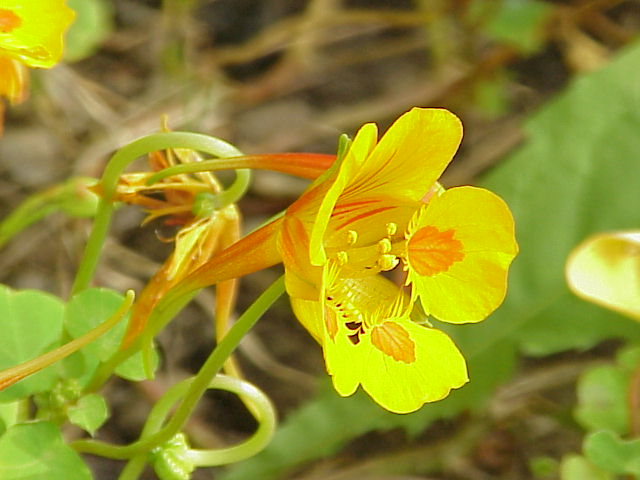
Tropaeolum minus
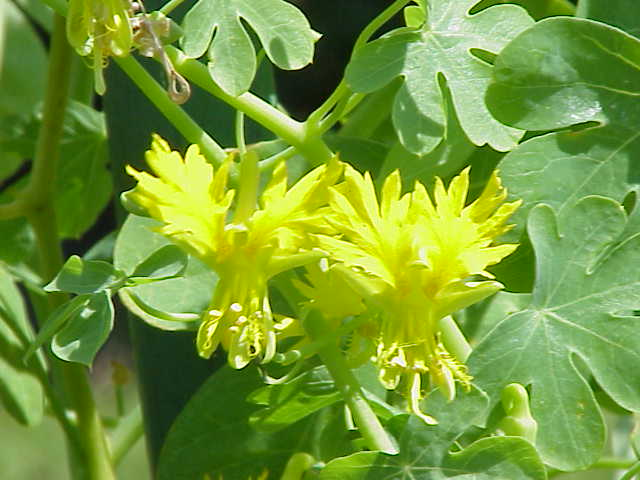
Tropaeolum peregrinum
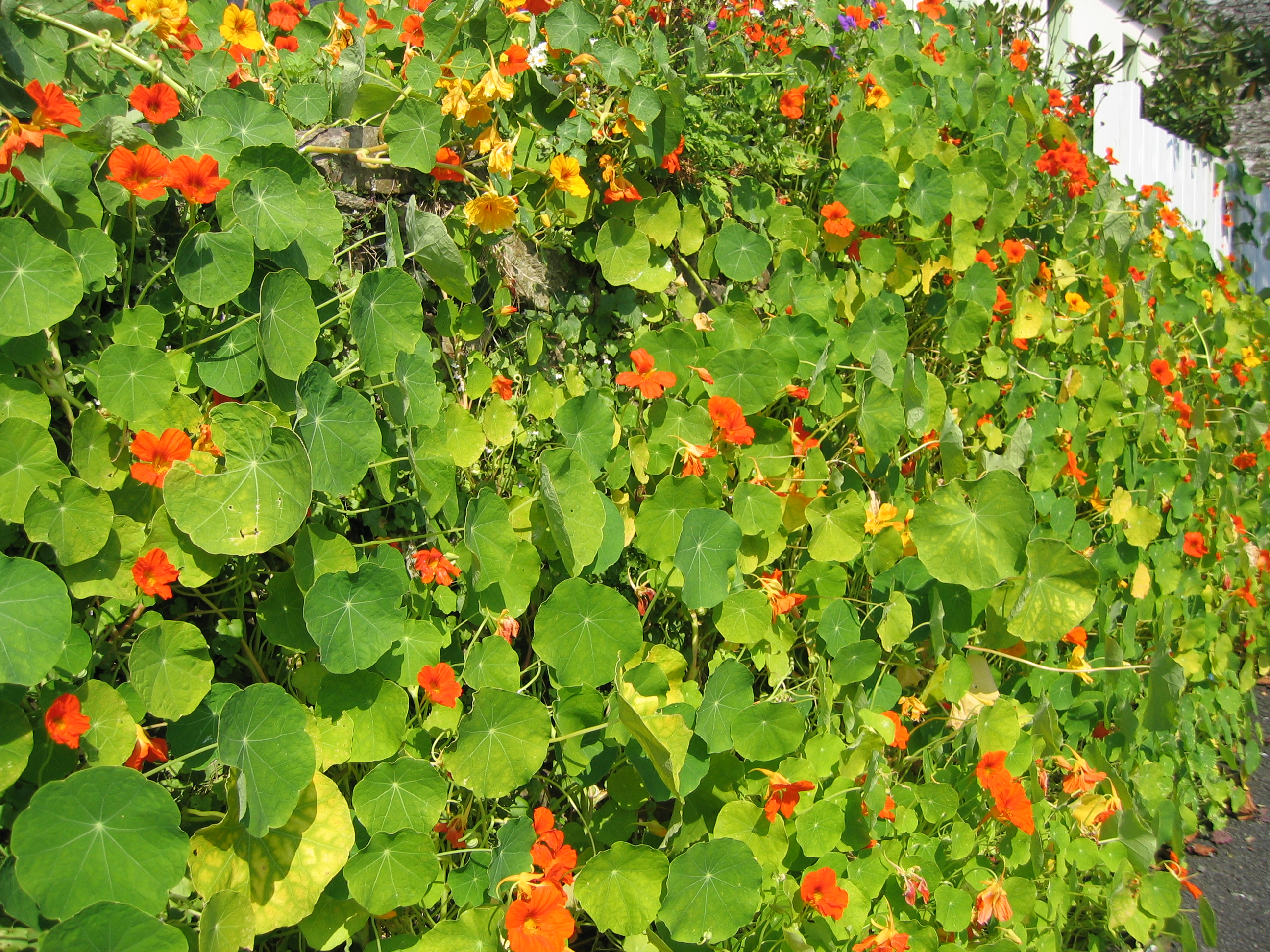
Tropaeolum majus
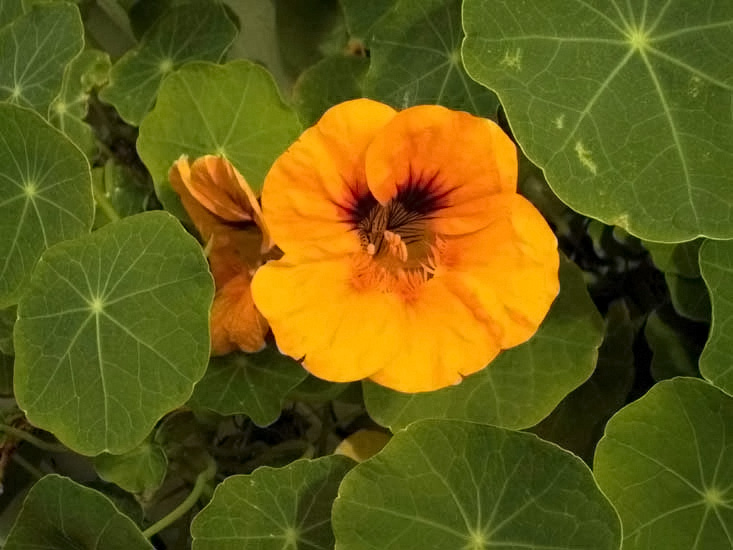
Tropaeolum majus